# نيكول سابا
نيكول سابا (26 يونيو 1974 -)، مغنية وممثلة لبنانية، من أبرز أعمالها فيلم التجربة الدنماركية وأغنية "أنا طبعي كدة".

## حياتها
ولدت في الحدث بيروت، قضاء بعبدا خريجة كلية الآداب قسم علم النفس من الجامعة اللبنانية. لديها أخت وحيدة إسمها نادين 

### حياتها الأسرية
أشيع خبر خطبتها من الممثل المصري ياسر جلال في مارس 2011 لكنها كانت مجرد لقطات من مسلسل نور مريم.
ارتبطت بعلاقة حب مع الممثل اللبناني يوسف الخال لكنهما انفصلا بسبب مشاركتها بفيلم التجربة الدنماركية، والتي كانت أحد أسباب انفصالهما ست سنوات من 2002 إلى 2008، ولكنه لم يكن السبب الوحيد في الانفصال. لكن علاقة ارتباطهما كانت توقفت تماما إلى أن عادا من جديد وقررا الارتباط الرسمي والزواج الكنسي بعد علاقة استمرت عشرة سنوات.
تزوجا في 2011 ورزقا
بإبنتهما الأولى «نيكول» عام 2013.

## مشوارها المهني
بدأت مشوارها في مجال عرض الأزياء هي وشقيقتها نادين لأكثر من عشر سنوات في القاهرة. في عام 1997 شاركت كموديل في فيديو كليب  عيني للفنانين هشام عباس وحميد الشاعري

### إنضمامها لفرقة فوركاتس
في العام 1998 اختارها غسان الرحباني لتكون عضو في فرقة فور كاتس بعد انسحاب رولا بهنام حيث كان يبحث عن فتاة جميلة تجيد الغناء والرقص، قدمت معهم ألبومين تيك تيك سنة 1998 والبوم ليل نهار سنة 2000. إضافة للعديد من الأغاني المصورة والحفلات في لبنان والعالم العربي 
في عام 2004 بدأت مشوارها الفني المنفرد بإصدار البوم إنتاج شركة عالم الفنمحسن جابر في نفس السنة فازت بأفضل مغنية من مجلة سيدتي.

### دخولها مجال التمثيل
دخلت مجال التمثيل صدفة عندما جاءتها فرصة العمل مع النجم عادل إمام بعد ان شاهد صورتها على غلاف إحدى المجلات لانه عندما شاهد صورتها شعر أن ملامحها تناسب الشخصية حيث لعبت فتاة دنماركية وهو ما يتطلب في الممثلة التي تقوم بها ان تكون ملامحها أجنبية قد طلبوا مني الحضور إلى مصر واجراء اختبار كاميرا لمعرفة هل ستكون مقبولة على الشاشة أم لا فنجحت باجتيازه حيث ظهرت في الفيلم كفتاة دنماركية تأتي لمصر، وتعيش بمنزل عادل امام وابنائه وكل منهم معجب بها خاصة وأنها فتاة أوروبية أبهرتهم بشكلها الخارجي وتحررها وملابسها واسلوبها الجريء.

## أعمالها

### ألبومات
| اسم الألبوم | العام | المنتج    | الأغاني |
| ----------- | ----- | --------- | --- |
| يا شاغلني   | 2004  | عالم الفن | بالي بيك مشغول، أنا ما بحبك، فاضل ثواني، وحلفتلك بالغالي، عشقاك، لو في العمر ليلة، كل لحظه حب، خليك مكانك، قلبك مش على حد |

### فيديو كليبات
| الأغنية       | المنتج            | المخرج     | العام |
| ------------- | ----------------- | ---------- | ----- |
| يا شاغلني بيك | عالم الفن         | نادين لبكي | 2004  |
| بحبك أوي      | إنتاج خاص         | جاد شويري  | 2006  |
| عامل عملة     | عالم الفن         | سليم الترك | 2006  |
| أنا طبعي كدة  | ميلودي            | يحيى سعادة | 2007  |
| براحتي        | ميلودي            | يحيى سعادة | 2008  |
| فارس أحلامي   | ميلودي            | يحيى سعادة | 2009  |
| كنت بحالي     | ميلودي            | يحيى سعادة | 2011  |
| هفضل أحلم     | ذا بيسمنت ريكوردز | فيليب أسمر | 2012  |
| ما بقى تقدلي  | إنتاج خاص         | روي شكري   | 2014  |
| قررت أفرح     | إنتاج خاص         | ياسر سامي  | 2015  |
| مش وقت كلام   | إنتاج خاص         | روي شويري  | 2016  |
| صورة سلفي     | إنتاج خاص         | ياسر سامي  | 2018  |
| الجو حلو      | إنتاج خاص         | شارل شلالا | 2021  |
| سمك القرش     | إنتاج خاص         | جاد شويري  | 2022  |
| فيلنغ كول     | إنتاج خاص         | إيلي فهد   | 2023  |
| الكت كتي      | إنتاج خاص         | شارل شليلا | 2024  |

### أغاني منفردة
1. انا طبعي كده
2. براحتي
3. عامل عمله
4. فارس أحلامي
5. كنت بحالي
6. هفضل أحلم
7. أنا بهواك
8. مفيش مستحيل ديو مع عبد الباسط حمودة
9. ما بقى تدقلي
10. قررت
11. مش وقت كلام [10]
12. الجو

### أفلام
- 2015: حياتي مبهدلة
- 2013: هاتولي راجل
- 2013: سمير أبو النيل
- 2012: بابا
- 2009: السفاح
- 2007: ليلة البيبي دول
- 2007: عمليات خاصة
- 2006: 1/8 دستة أشرار
- 2006: قصة الحي الشعبي
- 2003: التجربة الدنماركية

### من المسلسلات
- روايات فوازير 1998
- الحب الممنوع (2009)
- عصابة بابا وماما (عام 2009 مع هاني رمزي).
- نور مريم (عام 2011 مع يوسف الشريف).
- الكبير أوي (2013)
- فرق توقيت (2014)
- ألف ليلة وليلة (2015).
- نصيبي وقسمتك (2016)
- مذكرات عشيقة سابقة (2017)
- ولاد تسعة (2017)
- قلب العدالة (2017)[11]
- واكلينها والعة (2017)
- الهيبة العودة (2018)
- واكلينها والعة-سبع صنايع (2018)
- نقل عام (2023)
- وتقابل حبيب (2025)

### برامج تلفزيونية
- عالم الكمبيوتر،2002،تلفزيون الكويت
- دوري النجوم،2011 قناة الحياة [12]
- التفاحة، دريم 1، رمضان 1433ه/2012م

## وصلات خارجية
- نيكول سابا على موقع IMDb (الإنجليزية)
- نيكول سابا على موقع روتن توميتوز (الإنجليزية)
- نيكول سابا على موقع قاعدة بيانات الأفلام العربية
- نيكول سابا على موقع ديسكوغز (الإنجليزية)
- نيكول سابا على موقع قاعدة بيانات الفيلم (الإنجليزية)